# Truncatellidae
Truncatellidae is een familie van weekdieren uit de klasse van de Gastropoda (slakken).

## Onderfamilie
- Truncatellinae Gray, 1840

## Uitgestorven geslachten
- Glibertiella Schlickum, 1968 †
- Nystia Tournouër, 1869 †
- Sandbergerina Kadolsky, 1993 †